# 1918
1918 (MCMXVIII) var ett normalår som började en tisdag i den gregorianska kalendern och ett normalår som började en måndag i den julianska kalendern.

## Händelser

### Januari

Finska inbördeskriget

- 4 januari – Sverige[1] och Tyskland[2] erkänner Finland.
- 8 januari – USA:s president Woodrow Wilson offentliggör sin 14-punktsplan vilken enligt hans mening bör läggas till grund för ett fredsslut.[3]
- 10 januari – Tyske flygplanskonstruktören Hugo Junkers tar patent på sitt monoflygplan med fribärande vingar.[4]
- 18 januari – Kommunistregimen i Ryssland upplöser Rysslands duma.[3]
- 27 januari – Inbördeskrig utbryter i Finland mellan "röda" socialister och "vita" borgerliga.[4]
- 28 januari
  - Estland och Lettland utropar egna, självständiga, stater.[4]
  - En åländsk delegation framlämnar till Gustaf V en petition om att ögruppen skall anslutas till Sverige.[5]
  - Nederländerna erkänner Finland.[6]
- 29 januari – Svenska brigaden, en svensk frivilligkår på den "vita" sidan i Finska inbördeskriget, håller sitt första möte.[1]

### Februari

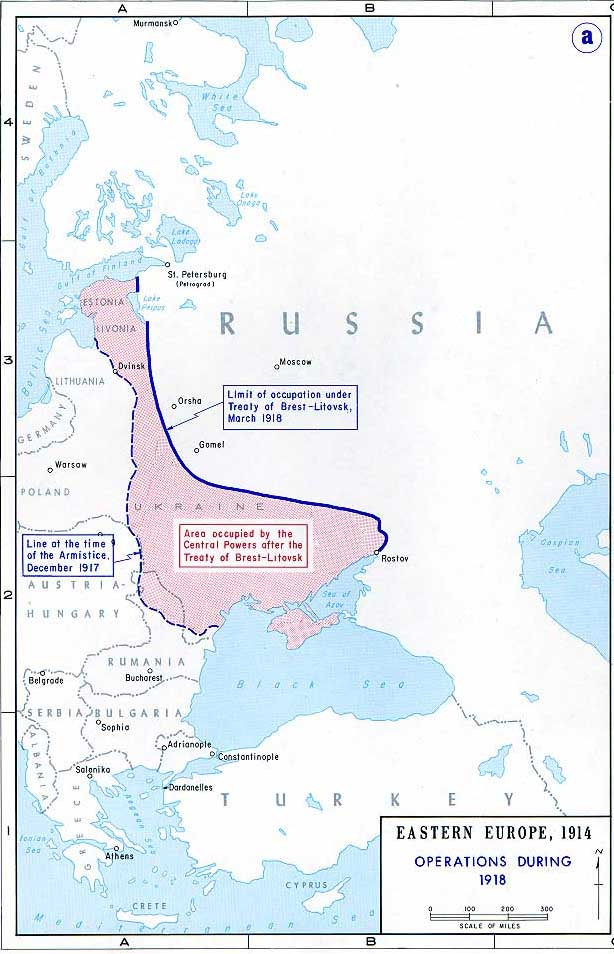
Freden i Brest-Litovsk

- 13 februari – En jordbävning av styrkan 7,3 på richterskalan inträffar i Guangdong-provinsen i Kina och kräver mer än 10 000 dödsoffer.
- 14 februari – Ryssland byter stil när den julianska kalendern ersätts av den gregorianska.[4]
- 16 februari – Litauen förklarar sig självständigt.
- 18 februari – Ukraina förklarar sig självständigt.[7]
- 20 februari – Sveriges regering meddelar att man inte tänker ge vita sidan vapenhjälp i Finska inbördeskriget, då detta anses kunna äventyra den svenska neutraliteten. Svenska opinionen är splittrad.[1]
- 23 februari – Svensk trupp skickas till Åland för att förhindra att finska inbördeskriget sprids dit. Truppen sänder bort finländska och ryska soldater och ögruppen ställs under svenskt beskydd.[1]
- 24 februari – Estland förklarar sig självständigt.

### Mars
- 3 mars – Freden i Brest-Litovsk sluts mellan Tyskland och Ryssland, vilket avslutar första världskriget på östfronten.[3]
- 5 mars – Ryssland flyttar sin huvudstad från Petrograd till Moskva.
- 8 mars – Daniel Persson i Tällberg avgår som talman i Sveriges riksdags andra kammare på grund av hälsoskäl.
- 12 mars – Åland önskar sig återförenas med Sverige.[7]
- 15 mars – Tyskland erkänner Lettland.[8]
- 6 mars – Finlands flygvapen skapas och antar den blå svastikan som flygvapnets symbol. Det första planet är skänkt av den svenske etnografen Eric von Rosen (1879-1948), som på sitt plan låtit måla den indiska symbolen svastikan, som sin egen tursymbol.
- 7 mars – Finland ingår ett avtal med Tyskland som politiskt och ekonomiskt gör landet till en tysk satellitstat.
- 14 mars – Eva Andén blir den första kvinnliga ledamoten av Sveriges advokatsamfund.[4]

- 21 mars – Den tyska våroffensiven mot väst inleds med starten av andra slaget vid Somme.
- 23 mars
  - Paris beskjuts med artilleripjäsen Tjocka Bertha.
  - Tyskland erkänner Litauen.[9]
- Våren – Ny uppläggning av statens budget antas av den svenska riksdagen.

### April
- 1 april – Brittiska Royal Air Force, RAF, bildas.
- 3 april – Tyska trupper landstiger vid Hangö.
- 8 april – En tysk jättekanon med räckvidd på 12 mil beskjuter Paris.[3]
- 13 april – Klädransonering införs i Sverige.[5]
- 22 april
  - Danmark går till Folketingsval där Radikale Venstre behåller regeringsmakten med stöd av Socialdemokraterne, men det Konservative Folkeparti går framåt. Antalet platser i folketinget ökar från 113 till 139.
  - Det tyska flygaresset "Röde baronen" skjuts ned under det andra slaget vid Somme.
- 24 april – Likkistor kommer till Stockholm, och i dem finns de 25 svenska frivilliga som stupat i Finland. En militär hedersvakt möter dem.[10]
- 27 april – AK i Sveriges riksdag antar förslaget om kvinnlig rösträtt, men FK förkastar det för sjätte gången,[1] även lika kommunal rösträtt föreslås.

### Maj
- 1 maj – Inbördeskrig i Ryssland.[7]

Ryska inbördeskriget.

- 7 maj – Rumänien sluter fred med centralmakterna.[7]
- 12 maj – Fästningen Sveaborg överlåts till det självständiga Finland.
- 14 maj – Finska inbördeskriget slut.
- 15 maj – Regelbunden flygpostservice börjar i USA.
- 16 maj – Den borgerliga vita sidan har segrat i Finska inbördeskriget och tågar in i Helsingfors, med överbefälhavare Gustav Mannerheim ridande på sin vita häst i spetsen.[4]
- 26 maj
  - Armenien och Georgien förklarar sig självständiga.[7]
  - Seglora kyrka på Skansen invigs.[3]

### Juni
- 14 juni – Sveriges riksdag antar en ny svensk  fattigvårdslag. Fattigstugor och rotegång förbjuds, och ersätts med ålderdomshem.[4] Lagen anses humanare.[5] Klagorätten återinförs[1] och fattigauktioner förbjuds.
- Juni – Österrikarnas sista offensiv i Italien slås tillbaka av de allierade.
- Juni–juli – USA skickar soldater till Vladivostok, Ryssland för att skydda USA:s konsulat under stridigheter mellan bolsjeviker och den tjeckiska armén, som passerat Sibirien.[11]

### Juli

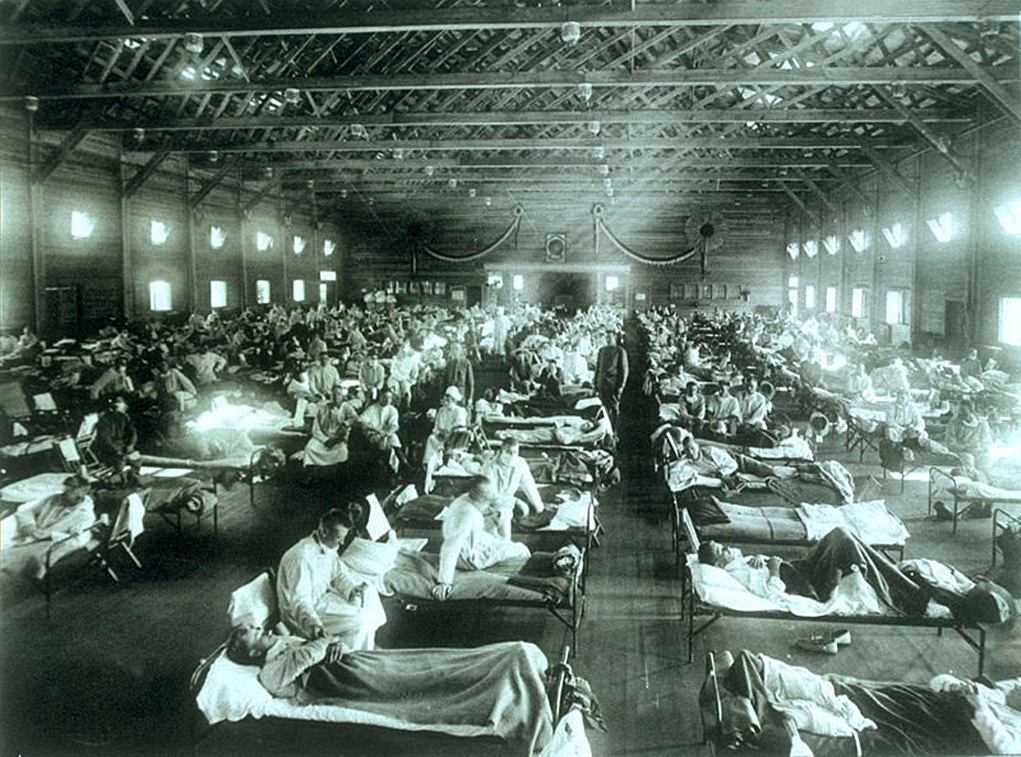
Spanska sjukan började härja.

- Juli – En gemensam proklamation av undantagstillstånd och neutralitet i Vladivostok, Ryssland utfärdas av amerikanska, japanska, brittiska, franska och tjeckiska befälhavare.[11]
- 1 juli – Det första derbyloppet på Jägersro trav- och galoppbana i Malmö äger rum.[4] Det är Sveriges första derbylopp.[1]
- 5 juli – Spanska sjukan utbryter i Sverige genom att några fall konstateras i Malmö. Totalt kräver sjukdomen 38 000 dödsoffer i Sverige.[1]
- 12 juli – Några feltryckta frimärken råkar säljas i Värnamo och har sedan dess blivit kända som Värnamomärkena.
- 15 juli – Andra slaget vid Marne börjar.
- 17 juli
  - I Jekaterinburg (under sovjettiden Sverdlovsk) avrättas tsarfamiljen av bolsjevikerna.[4]
  - Båten RMS Carpathia torpederas och sänks utanför Irlands östkust av tyska u-båten U-55; 218 av 223 ombordvarande räddas.[12]
- 30 juli – Potatisransonering införs i Sverige.

### Augusti
- 2 augusti – Svenska lantarbetareförbundet bildas.
- 8 augusti – I slaget vid Amiens bryter den tyska västfronten mellan Ancre och Aisne samman vid ett allierat stormangrepp,[4] vilket blir ett avgörande tyskt nederlag på västfronten.[3] Där börjar en rad av kanadensiska och australiska segrar. Den tyske generalen Erich Ludendorff kallar efter detta dagen för den tyska arméns svarta dag.
- 14 augusti – Diplomatiska relationer mellan Finland och Nederländerna inleds.[6]
- 21 augusti–3 september – Andra slaget vid Somme.[7]
- Augusti
  - Spanska sjukan blir en omfattande epidemi, som skördar ca 25 miljoner offer.
  - 7 000 amerikanska soldater finns stationerade i Vladivostok, Ryssland.[11]
  - Amerikanska och mexikanska soldater drabbar samman i slaget vid Ambos Nogales vid Nogales, Mexiko då amerikanska soldater under sin jakt på banditer flera gånger går in i Mexiko.[11][förtydliga]

### September
- September
  - Bulgarien, Osmanska riket och Österrike begär vapenstillestånd.[7]
  - 5 000 amerikanska soldater landstiger i Archangelsk, Ryssland under ett allierat ingrepp.[11]
- 18 september – Turkiska fronten bryter samman.
- 21 september – Bulgariska fronten bryter samman.
- 26 september – Franska styrkor under general Ferdinand Fochs befäl tillsammans med amerikanska styrkor gör en sista offensiv i Argonne.

### Oktober
- 1 oktober – Vid en svår tågolycka i Getå i Sverige omkommer 41 människor[4] när tåget störtar ned i Bråviken.[13]
- 5 oktober – Allierade soldater bryter genom Hindenburglinjen.[7]
- 11 oktober – Nils Dardels målning Den döende dandyn ställs ut på höstsalongen i Stockholm.[5]
- 23 oktober – USA:s president Woodrow Wilson kräver att Tyskland avskaffar monarkin om det skall bli någon tysk-amerikansk vapenvila.[3]
- 24 oktober – Italienarnas slutoffensiv får den österrikiska fronten att bryta samman, sedan den drabbats av myterier och politisk upplösning.
- 28 oktober
  - I Prag utropar det tjeckiska nationalrådet den oavhängiga republiken Tjeckoslovakien, självständigt från Österrike-Ungern.[4] Tomás Masaryk blir president.[3]
  - Myteri utbryter inom tyska flottan.
- 29 oktober – Kungariket Serbien, Kroatien och Slovenien (sedermera Jugoslavien) bildas.
- 30 oktober – Vapenstilleståndsavtal mellan de allierade och Osmanska riket sluts.[7]

### November
- 3 november

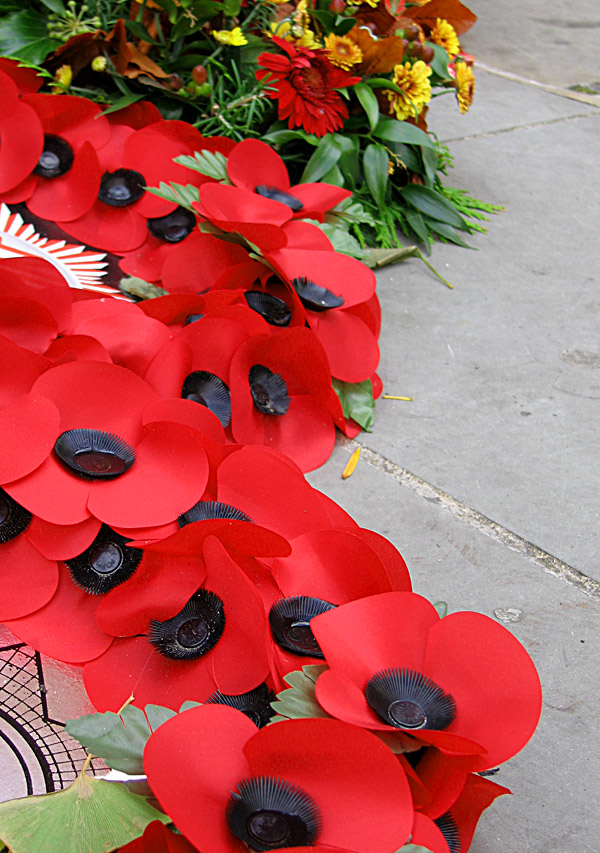
Till minne av Stilleståndsdagen den 11 november.

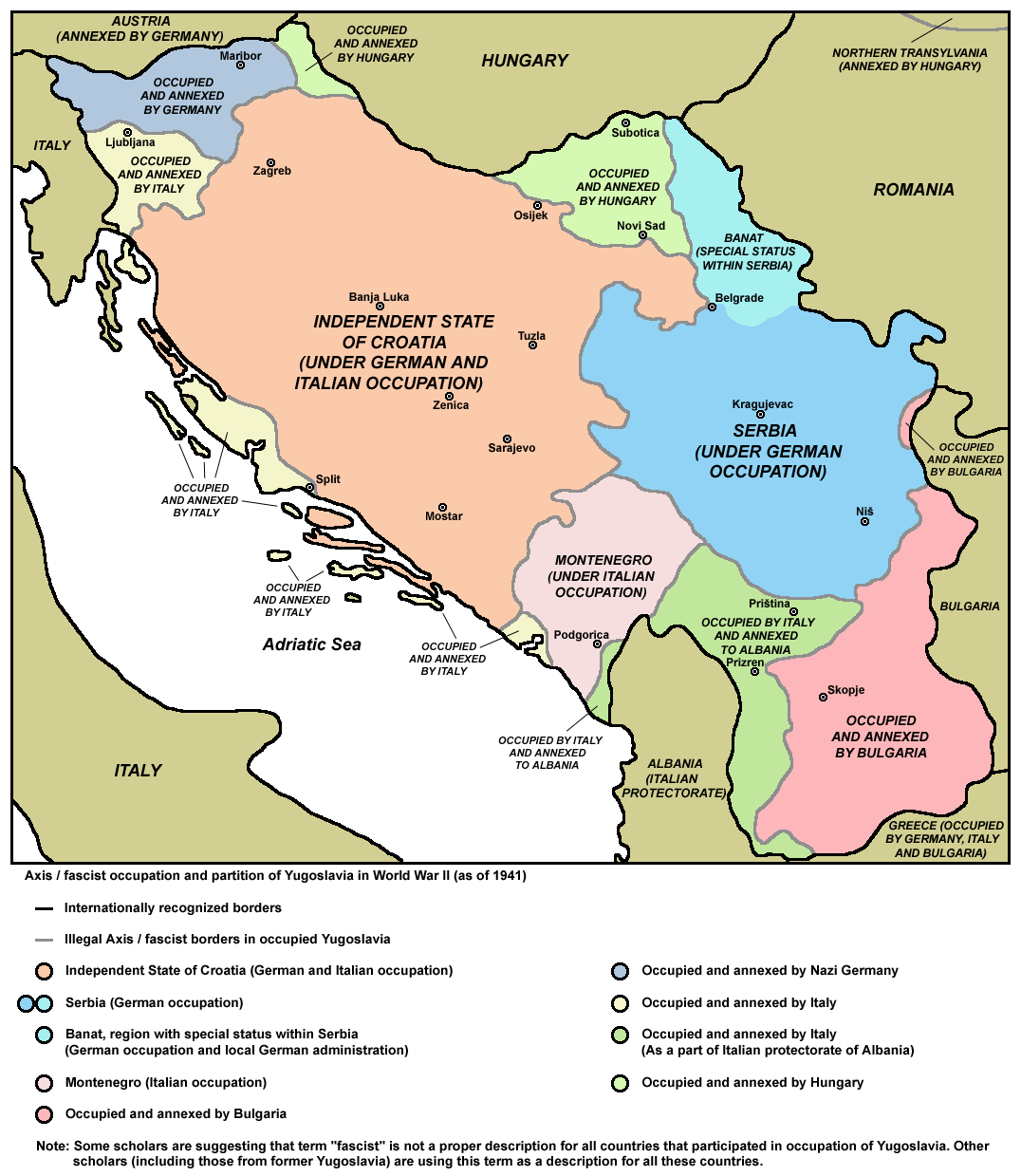
Kungariket Jugoslavien bildades.

  - Österrike-Ungern undertecknar vapenstillestånd med de allierade.[7]
  - Polen förklarar sig självständigt.
- 9 november
  - Den tyska kejsaren Wilhelm II abdikerar och socialdemokraterna utropar republik i Berlin,[4] och socialdemokraten Friedrich Ebert blir rikskansler.[3] Tyske kejsaren går i exil till Nederländerna.
  - Kommunistledaren Karl Liebknecht utropar en tysk sovjetrepublik.
  - Den socialdemokratiske politikern Philipp Scheidemann utropar en tysk republik.
- 11 november
  - Första världskriget avslutas med att Tyskland undertecknar ett vapenstilleståndsavtal i Compiègne efter strider,[14][4] som krävt ca 9 miljoner döda.
  - Den österrikiske kejsaren Karl I abdikerar.
  - Radikala svenska socialister publicerar ett manifest som får de konservativa att frukta en revolution som i Ryssland.
- 12 november – Österrike blir republik.
- 14 november – Polen blir självständigt, nationalistledaren Józef Piłsudski,[3] frigiven av tyskarna, tar makten.[3]
- 16 november – Ungern blir självständigt.
- 18 november – Lettland förklarar sig självständigt.
- 20 november – 25 personer omkommer när ångbåten Per Brahe förliser på Vättern, däribland 36-årige svenske konstnären John Bauer med familj,[4] bland annat omkommer även Ester Bauer och deras lilla son.[1]

### December
- 1 december
  - Serber, kroater och slovener förklarar sig självständiga från Österrike och skapar Kungariket Jugoslavien.[4]
  - Efter att tidigare ha varit en dansk provins blir Island nu ett eget kungarike i personalunion med Danmark.[15] Därmed blir den danske kungen Kristian X nu officiellt också kung av Island.
- 6 december – Sveriges regering bryter de diplomatiska förbindelserna med den revolutionära ryska regeringen. Övriga skandinaviska länder gör likadant.[1]
- 14 december – Storbritannien går till parlamentsval, det första där kvinnor får rösta. Valet vinns av David Lloyd Georges koalition av Conservative Party, större delen av Liberal Party och delar av andra partier. Labour blir största oppositionsparti.
- 17 december – Sveriges riksdag antar preliminärt ett förslag från Sveriges regering om allmän och lika rösträtt för alla svenska medborgare.[5] Det är en urtima riksdag som samlas, och lika kommunal rösträtt införs, den 40-gradiga rösträttsskalan avskaffas,[16] kvinnlig rösträtt införs och mildare krav på skattebetalning införs.
- 18 december – Den svenska regeringen begär folkomröstning på Åland om eventuell anslutning till Sverige, vilket avvisas av Finlands regering.[5]
- 24 december – Interneringen av besättningen från det 1915 sjunkna tyska fartyget SMS Albatross upphör.
- 31 december – Spanska sjukan har krävt 27 000 dödsoffer i Sverige under 1918.[5]
- December – Uppehållstillstånd införs som krav för utländska medborgare att vistas i Sverige. De flyktingar som saknar pass underställs polisens kontroll.

### Okänt datum
- USA skickar i enlighet med avtal soldater till Panama som skall utföra polisuppdrag i Chiriqui under val.[11]
- I Danmark går Husassistenternas Fagforbund, som arbetar för att förbättra tjänsteflickornas arbetsförhållanden, med i De Samvirkende Fagforbund.[17]
- Erhvervspartiet i Danmark bildas.
- I Storbritannien genomförs en rösträttsreform, som utvidgar rösträtten i parlamentsval till nästan alla män över 21 år och de flesta kvinnor över 30 år.
- Två handelsavtal mellan Sverige och ententen tryggar spannmålsförsörjningen mot inskränkningar i järnmalmshandeln med Tyskland.
- Hotell- och restaurangfacket grundas i Sverige.
- Stockholms Telegrambyrå uppgår i Nordiska Presscentralen.
- Kommunfullmäktige införs för alla svenska kommuner med fler än 1.000 invånare. Därmed inleds processen som kommer att resultera i kommunstämmornas försvinnande.
- Sverige, Finland och Tyskland sluter avtal om att förstöra befästningarna på Åland.
- Den svenska reglementeringen av prostituerade, som skall förhindra spridandet av veneriska sjukdomar, avskaffas.
- Lex Veneris införs i Sverige. Alla personer, oavsett kön, med könssjukdom, tvingas genomgå medicinsk behandling.
- I en kungörelse ges svenska kvinnor rätt till rektors-, lektors- och adjunktstjänster med lägre lön och 60 år som pensionsålder.
- En parlamentarisk svensk kommitté för skolfrågor tillsätts.
- Ryska soldater, som flytt från Finland, interneras i Fristad i Västergötland.
- LM Ericsson och Stockholms Allmänna Telefon AB går samman.
- En fornminnesinventering, den så kallade Göteborgsinventeringen, genomförs i Västsverige.
- Ett stort samemöte hålls i Östersund, där samerna bland annat antar en resolution, som kräver "kompletterande undersökningar av statistisk och rasbiologisk art". Anledningen är, att man vill ha en statlig utredning av samernas situation till stånd.
- Kongliga Telegrafverket köper upp Stockholms Allmänna Telefonaktiebolag och har därmed uppnått monopol över det svenska telefonnätet.
- I England i Storbritannien utökas skolplikten till att upphöra vid 14 års ålder.
- Fortsättningsskolestadgan införs i Sverige. Alla Sveriges kommuner blir skyldiga att anordna 6-årig folkskola därpå 2-årig fortsättningsskola. Samtidigt görs den svenska fortsättningsskolan obligatorisk.
- I USA har alla delstaterna infört skolpliktslagar som säger att barnen åtminstone måste avsluta elementärskolan.
- Mjölkbrist i Stockholm, där priset höjs till 65 öre litern.
- Kvinnoorganisationen Asociación Nacional de Mujeres Españolas bildas.
- Bara 28 taxibilar i Stockholm finns i trafik på grund av gummi och bensinbrist, foderbristen att det blir ont om hästdroskor också.[5]
- Spanska sjukan i Sverige skapar irritation över ständig begravningsringningar.[5]
- Sveriges försörjningsläge har blivit ännu kärvare än 1917, mat delas ut från speciella centraler, dit köerna är långa. På Skeppsbron läcker kaffebönor ur säckar, och folk börjar plocka kaffebönorna på gatan.[18]

## Födda

### Första kvartalet

#### Januari
- 10 januari
  - Arthur Chung, guyansk politiker, Guyanas president 1970–1980. (död 2008)
  - Kåge Sigurth, svensk TV-producent och manusförfattare. (död 1993)
- 12 januari – Bertil Jonasson, svensk lantbrukare och centerpartistisk riksdagspolitiker. (död 2011)
- 13 januari
  - Curt Ericson, svensk skådespelare. (död 2006)
  - Guje Lagerwall, svensk skådespelare. (död 2019)
- 15 januari – Gamal Abdel Nasser, egyptisk militär och politiker, president 1956–1970. (död 1970)
- 16 januari – Allan Ekelund, svensk filmproducent och regiassistent. (död 2009)
- 24 januari
  - Gottfried von Einem, österrikisk kompositör. (död 1996)
  - Oral Roberts, amerikansk predikant. (död 2009)
- 26 januari
  - Nicolae Ceaușescu, president och diktator i Rumänien 1965–1989. (död 1989)
  - Philip José Farmer, amerikansk science fiction-författare. (död 2009)
- 28 januari – Rolf Larsson, svensk jazzpianist, kompositör och musikarrangör. (död 1991)
- 29 januari – John Forsythe, amerikansk skådespelare. (död 2010)

#### Februari
- 4 februari – Ida Lupino, brittisk skådespelare. (död 1995)
- 7 februari – Bertil Edgardh, svensk manusförfattare, regiassistent, författare och psykoanalytiker. (död 2000)
- 9 februari
  - Felix Alvo, svensk filmproducent, produktionsledare, statistskådespelare och svajmastartist. (död 1974)
  - Sven Holmberg, svensk skådespelare och sångare. (död 2003)
- 13 februari – Patty Berg, amerikansk golfspelare. (död 2006)
- 14 februari – Jerome Karle, amerikansk kemist, nobelpristagare. (död 2013)
- 20 februari – Vera Valdor, svensk skådespelare.
- 23 februari – Richard Butler, amerikansk extremistledare. (död 2004)
- 26 februari
  - Otis R. Bowen, amerikansk republikansk politiker. (död 2013)
  - Theodore Sturgeon, amerikansk science fiction-författare. (död 1985)

#### Mars
- 1 mars – Else Fisher, svensk regissör och skådespelare. (död 2006)
- 5 mars
  - Artur Erikson, svensk kristen sångare, pastor i Svenska Missionsförbundet. (död 2000)
  - James Tobin, amerikansk ekonom, nobelpristagare. (död 2002)
- 7 mars – Börje Leander, svensk fotbollsspelare. (död 2003)
- 8 mars – Ingrid Envall, svensk skådespelare. (död 2005)
- 9 mars
  - Stina Sorbon, svensk sångare och skådespelare. (död 1996)
  - Mickey Spillane, amerikansk deckarförfattare. (död 2006)
  - George Lincoln Rockwell, amerikansk nynazistisk aktivist, grundare av American Nazi Party. (död 1967)
- 16 mars
  - Aldo van Eyck, nederländsk arkitekt. (död 1999)
  - Frederick Reines, amerikansk fysiker, nobelpristagare. (död 1998)
- 17 mars
  - Ross Bass, amerikansk demokratisk politiker. (död 1993)
  - Mercedes McCambridge, amerikansk skådespelare. (död 2004)
- 20 mars – Marian McPartland, brittisk-amerikansk jazzpianist. (död 2013)
- 21 mars – Patrick Lucey, amerikansk politiker och diplomat, guvernör i Wisconsin 1971–1977. (död 2014)
- 25 mars – Howard Cosell, amerikansk sportjournalist. (död 1995)
- 29 mars – Pearl Bailey, amerikansk skådespelare och sångare. (död 1990)
- 31 mars – Julie Bernby, svensk skådespelare, sångare, författare och sångtextförfattare. (död 2001)

### Andra kvartalet

#### April
- 3 april – Sixten Ehrling, svensk dirigent.[5] (död 2005)
- 6 april – Eva-Lisa Lennartsson, svensk sångare. (död 1999)
- 9 april
  - Franz von Lampe, svensk violinpedagog och skulptör. (död 1986)
  - Jørn Utzon, dansk arkitekt, Sydneys operahus. (död 2008)
  - Sven Åsberg, svensk industriföretagare och motorprofil. (död 1992)
- 17 april – William Holden, amerikansk skådespelare. (död 1981)
- 20 april
  - Lucian Pulvermacher, ledare för True Catholic Church, motpåve. (död 2009)
  - Kai Siegbahn, svensk fysiker, nobelpristagare. (död 2007)
- 26 april – Fanny Blankers-Koen, nederländsk friidrottare med fyra OS-guld. (död 2004)
- 27 april – John A. Scali, amerikansk diplomat och journalist, FN-ambassadör 1973–1975. (död 1995)

#### Maj
- 11 maj
  - Richard Feynman, amerikansk fysiker, nobelpristagare. (död 1988)
  - Sheila Burnford, skotsk-kanadensisk författare. (död 1994)
- 12 maj
  - Julius Rosenberg, amerikansk misstänkt spion. (död 1953)
  - Fajer Fajersson, svensk veteförädlare. (död 2007)
- 13 maj – Jim Hughes, amerikansk skådespelare. (död 2001)
- 15 maj – Joseph Wiseman, kanadensisk skådespelare. (död 2009)
- 17 maj – Birgit Nilsson, svensk operasångare, sopran.[5] (död 2005)
- 18 maj – Harald Emanuelsson, svensk skådespelare. (död 1988)
- 20 maj – Edward B. Lewis, amerikansk genetiker, nobelpristagare i medicin 1995. (död 2004)
- 25 maj – Fredrik Kayser, norsk motståndsman under andra världskriget. (död 2009)
- 29 maj – Erik Strandell, svensk skådespelare. (död 1977)

#### Juni
- 5 juni – Gunnar Helén, svensk politiker, ledare för Folkpartiet 1969–1975.[5] (död 2002)
- 6 juni – Kenneth Connor, brittisk skådespelare. (död 1993)
- 7 juni – Tage Berg, svensk skådespelare. (död 1993)
- 8 juni – Margareta Fahlén, svensk skådespelare. (död 1978)
- 11 juni – Rolf Gregor, svensk skådespelare. (död 2007)
- 13 juni – Carl-Axel Hallgren, svensk skådespelare och operasångare (baryton). (död 1987)
- 14 juni – Eugene Bookhammer, amerikansk republikansk politiker. (död 2013)
- 18 juni
  - Franco Modigliani, italiensk-amerikansk ekonom, nobelpristagare. (död 2003)
  - Elizabeth Waldo, amerikansk dirigent, kompositör, musiketnolog och violinist.
- 19 juni – Gunnel Vallquist, svensk författare och översättare, ledamot av Svenska Akademien.[5] (död 2016)
- 29 juni – Richard Edmund Lyng, amerikansk republikansk politiker, USA:s jordbruksminister 1986–1989. (död 2003)
- 30 juni – Susan Hayward, amerikansk skådespelare. (död 1975)

### Tredje kvartalet

#### Juli
- 10 juli – Anbjørg Pauline Oldervik, norsk lyriker. (död 2020)
- 13 juli – Alberto Ascari, italiensk racerförare, Formel 1. (död 1955)
- 14 juli
  - Ingmar Bergman, svensk regissör och filmskapare, chef för Dramaten.[5] (död 2007)
  - Arthur Laurents, amerikansk författare, främst verksam som dramatiker och filmmanusförfattare. (död 2011)
- 15 juli – Bertram N. Brockhouse, kanadensisk fysiker, nobelpristagare. (död 2003)
- 18 juli – Nelson Mandela, sydafrikansk politiker, president 1994–1999. (död 2013)
- 23 juli – Anders Franzén, marintekniker som upptäckte regalskeppet Vasa. (död 1993)
- 26 juli – Erik Johnsson, svensk kompositör, kapellmästare och musikarrangör. (död 1971)
- 31 juli – Siv Ericks, svensk skådespelare. (död 2005)

#### Augusti
- 12 augusti – Roman Malinowski, professor i byggnadsmateriallära vid Chalmers tekniska högskola i Göteborg. (död 2016)
- 13 augusti – Frederick Sanger, brittisk mikrobiolog, nobelpristagare. (död 2013)
- 18 augusti – Helen Brinchmann, norsk skådespelare. (död 2016)
- 19 augusti – Karl-Arne Bergman, svensk skådespelare, rekvisitör och inspicient. (död 1974)
- 24 augusti
  - Avery Dulles, amerikansk kardinal. (död 2008)
  - Sikander Bakht, indisk politiker. (död 2004)
- 25 augusti – Leonard Bernstein, amerikansk tonsättare och dirigent. (död 1990)
- 27 augusti – Patience Latting, amerikansk demokratisk politiker, borgmästare i Oklahoma City 1971–1983. (död 2012)
- 28 augusti – Lars-Eric Kjellgren, svensk regissör och manusförfattare. (död 2003)
- 30 augusti – Ted Williams, amerikansk basebollspelare. (död 2002)

#### September
- 18 september – Carl-Gustav Esseen, svensk matematiker som forskade inom sannolikhetsteori. (död 2001)
- 22 september
  - Mahmoud Namdjou, iransk tyngdlyftare. (död 1989)
  - Jafar Salmasi, iransk tyngdlyftare. (död 2000)
  - Henryk Szeryng, polsk violinist och kompositör. (död 1988)
- 24 september – Lennart Lindberg, svensk skådespelare. (död 2004)

### Fjärde kvartalet

#### Oktober
- 2 oktober – Lars Orup, svensk journalist, reporter. (död 2007)
- 4 oktober – Kenichi Fukui, japansk kemist, nobelpristagare. (död 1998)
- 11 oktober – Jerome Robbins, amerikansk koreograf, regissör och dansare. (död 1998)
- 12 oktober – Olle Tandberg, svensk boxare. (död 1996)
- 13 oktober – Viveka Linder, svensk skådespelare (död 1968)
- 17 oktober – Rita Hayworth, amerikansk skådespelare och dansare. (död 1987)
- 18 oktober – Bobby Troup, amerikansk skådespelare, jazzpianist och kompositör. (död 1999)
- 23 oktober – Ulrik Neumann, dansk kompositör, sångare och gitarrist. (död 1994)
- 25 oktober – Mimi Nelson, svensk skådespelare. (död 1999)
- 26 oktober – Eric Ericson, svensk dirigent och körledare. (död 2013)
- 27 oktober – Teresa Wright, amerikansk skådespelare. (död 2005)
- 30 oktober – Ruth Kasdan, svensk skådespelare och sångare. (död 2008)
- 31 oktober – Griffin B. Bell, amerikansk jurist och politiker, USA:s justitieminister 1977–1979. (död 2009)

#### November
- 3 november – Russell B. Long, amerikansk politiker, senator 1948–1987. (död 2003)
- 4 november
  - Art Carney, amerikansk skådespelare. (död 2003)
  - Cameron Mitchell, amerikansk skådespelare. (död 1994)
- 6 november – Ewert Karlsson, svensk satirtecknare under signaturen EWK. (död 2004)
- 7 november – Billy Graham, amerikansk väckelsepredikant. (död 2018)
- 9 november
  - Spiro Agnew, amerikansk politiker (republikan), vicepresident 1969–1973. (död 1996)
  - Thomas Ferebee, amerikansk militär, ledande bombfällare på Enola Gay, som släppte atombomben över Hiroshima. (död 2000)
- 20 november – Sven Lindberg, svensk skådespelare. (död 2006)
- 21 november – Olof Bergström, svensk regissör och skådespelare. (död 1984)
- 22 november
  - Mikko Juva, ärkebiskop i Åbo ärkestift inom Evangelisk-lutherska kyrkan i Finland 1978–1982. (död 2004)
  - Claiborne Pell, amerikansk demokratisk politiker, senator 1961–1997. (död 2009)
- 29 november, Nøste Schwab, norsk skådespelare. (död 2007)
- 30 november – Bengt Rosenius, svensk officer i flygvapnet. (död 1979)

#### December
- 8 december – Gunnar Öhlund, svensk skådespelare. (död 1999)
- 11 december – Aleksandr Solzjenitsyn, rysk författare, nobelpristagare. (död 2008)
- 12 december – May Sandart, svensk dansare och skådespelare. (död 2012)
- 15 december – Jeff Chandler, amerikansk skådespelare. (död 1961)
- 21 december
  - Donald Regan, amerikansk republikansk politiker, USA:s finansminister 1981–1985. (död 2003)
  - Kurt Waldheim, österrikisk politiker, Österrikes president 1986–1992, FN:s generalsekreterare 1972–1981. (död 2007)
- 22 december – Eric Marcusson, svensk ombudsman och socialdemokratisk politiker. (död 1998)
- 23 december – Helmut Schmidt, tysk politiker, förbundskansler 1974–1982. (död 2015)
- 25 december
  - Bertie Mee, engelsk fotbollstränare och -spelare. (död 2001)
  - Anwar Sadat, egyptisk politiker, president 1970–1981. (död 1981)
- 31 december – Gunder Hägg, svensk medeldistanslöpare.[5] (död 2004)

## Avlidna

### Första kvartalet

#### Januari

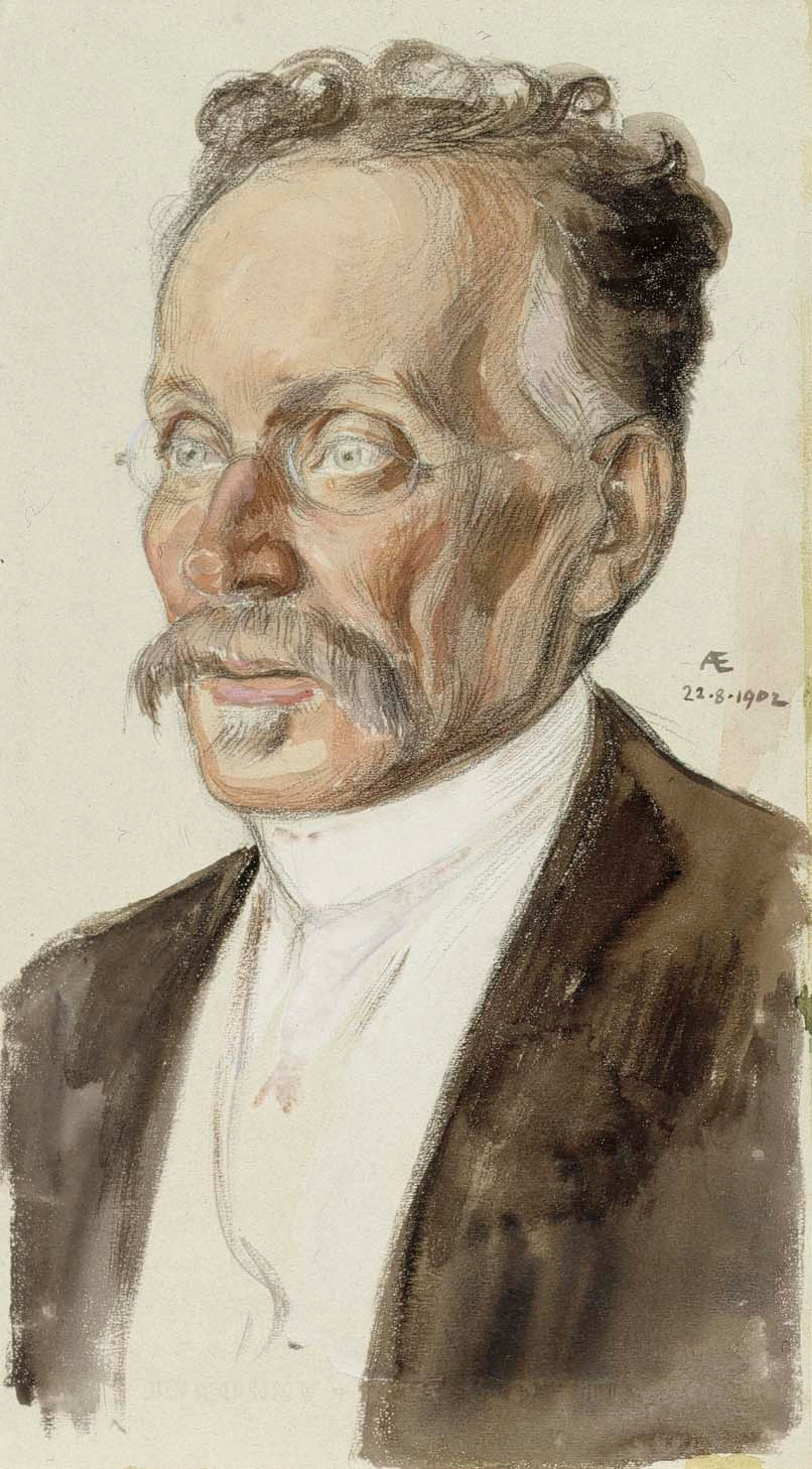
Den finländske läkaren och politikern Johan Wilhelm Runeberg avled den 3 januari, 74 år gammal.

- Den finländske läkaren och politikern Johan Wilhelm Runeberg avled den 3 januari, 74 år gammal.3 januari – Johan Wilhelm Runeberg, 74, finländsk läkare och politiker.
- 6 januari – Georg Cantor, 72, tysk matematiker.
- 13 januari – James H. Brady, 55, amerikansk republikansk politiker, senator 1913-1918.
- 21 januari – Emil Jellinek, 64, grundare av Mercedes.

#### Februari
- 6 februari – Gustav Klimt, 55, österrikisk målare och grafiker.
- 27 februari – Vasilij Safonov, 66, rysk dirigent och pianist.

#### Mars
- 13 mars – César Cui, 83, rysk kompositör.
- 15 mars – Isaac Stephenson, 88, amerikansk politiker och affärsman.
- 21 mars
  - Warner Miller, 79, amerikansk republikansk politiker.
  - William V. Sullivan, 60, amerikansk jurist och politiker, senator 1898–1901.
- 25 mars – Claude Debussy, 55, fransk kompositör.
- 29 mars – James Ritty, 81, amerikansk uppfinnare och barägare.

### Andra kvartalet

#### April
- 3 april – Olof Palme, 33, svensk historiker.
- 11 april
  - Otto Wagner, 76, österrikisk arkitekt.
  - William C. McDonald, 59, amerikansk demokratisk politiker, guvernör i New Mexico 1912–1917.
- 12 april – Robert F. Broussard, 53, amerikansk demokratisk politiker, senator 1915–1918.
- 13 april – Lavr Kornilov, 47, rysk militär.
- 14 april – William J. Stone, 69, amerikansk demokratisk politiker, senator 1903–1918.
- 21 april – Manfred von Richthofen, 25, tysk jaktpilot, Röde Baronen.
- 28 april – Gavrilo Princip, 23, serbisk frihetskämpe alt. terrorist.

#### Maj
- 6 maj – Juhani Siljo, 30, finländsk poet, journalist och litteraturkritiker.
- 14 maj – Max Wilms, 50, tysk läkare.
- 21 maj – Algot Untola, 49, finländsk författare och journalist.

#### Juni
- 4 juni – Charles W. Fairbanks, 66, amerikansk republikansk politiker, senator 1897–1905, USA:s vicepresident 1905–1909.
- 13 juni – Samuel Jean de Pozzi, 71, fransk gynekolog.

### Tredje kvartalet

#### Juli
- 3 juli – Benjamin Tillman, 70, amerikansk politiker.
- 14 juli – Abel Ayerza, 57, argentinsk läkare.
- 16 juli – Richard Rathbun, 66, amerikansk zoolog.
- 17 juli
  - Nikolaj II, 50, rysk tsar, mördad.
  - Storfurstinnan Anastasia, 17, dotter till Rysslands siste tsar, mördad.

#### Augusti
- 10 augusti – William Pitt Kellogg, 87, amerikansk republikansk politiker, guvernör i Louisiana 1873–1877.
- 17 augusti – Jacob H. Gallinger, 81, kanadensisk-amerikansk politiker.
- 18 augusti – George H. Prouty, 56, amerikansk republikansk politiker, guvernör i Vermont 1908–1910.
- 28 augusti – Ollie Murray James, 47, amerikansk demokratisk politiker, senator 1913–1918.

#### September
- 6 september – Elizabeth Yates, nyzeeländsk politiker.
- 10 september – Carl Peters, 61, tysk upptäcktsresande.
- 20 september – Erik, 29, svensk prins, son till Gustaf V och Victoria av Baden.

### Fjärde kvartalet

#### Oktober
- 5 oktober – Roland Garros, 29, fransk flygpionjär.
- 9 oktober – Raymond Duchamp-Villon, 41, fransk skulptör.
- 30 oktober – Egon Schiele, 28, österrikisk konstnär.

#### November
- 9 november – Guillaume Apollinaire, 38, fransk poet.
- 11 november
  - Victor Adler, 66, österrikisk socialdemokratisk politiker.
  - Hermann Gladenbeck, 91, tysk konstgjutare.
  - Adolf Schmidt, 53, tysk läkare.
- 14 november – Robert Anderson Van Wyck, 69, amerikansk demokratisk politiker, borgmästare i New York 1898–1901.
- 17 november – Andrew H. Burke, 68, amerikansk republikansk politiker, guvernör i North Dakota 1891–1893.
- 20 november – John Bauer, 36, svensk konstnär.
- 22 november – William D. Hoard, 82, amerikansk republikansk politiker, guvernör i Wisconsin 1889–1891.
- 27 november – Bohumil Kubišta, 34, tjeckisk konstnär.

#### December
- 2 december – Edmond Rostand, 50, fransk författare.

## Nobelpris[19]
- Fysik – Max Planck, Tyskland
- Kemi – Fritz Haber, Tyskland
- Medicin – Inget pris utdelades
- Litteratur – Inget pris utdelades
- Fred – Inget pris utdelades

### Fotnoter
1. 1 2 3 4 5 6 7 8 9 10  Sverige 1900-talet – 1918, NE, Bra Böcker, 2000
2. ↑  ”Om Tyskland på Utrikesministeriets sidor”. Arkiverad från originalet den 28 juli 2013. https://web.archive.org/web/20130728212006/http://formin.finland.fi/Public/default.aspx?nodeid=17253&contentlan=3&culture=sv-FI. Läst 28 oktober 2015.
3. 1 2 3 4 5 6 7 8 9 10 11  100 år med Aftonbladet – 1918, 1999
4. 1 2 3 4 5 6 7 8 9 10 11 12 13 14 15 16  20:e århundrades När Var Hur – 1918, Bernt Himmelstedt, Forum, 1999
5. 1 2 3 4 5 6 7 8 9 10 11 12 13 14 15  Hundra år i Sverige – 1918, Hans Dahlberg, Albert Bonniers, 1999
6. 1 2  De första skedena av Finlands diplomatiska representation i Nederländerna, Finlands ambassad, Haag
7. 1 2 3 4 5 6 7 8 9 10  Faktakalendern 2000 – 1918 (Utlandet) , Semic, 1999
8. ↑  ”World Statesmen”. http://www.worldstatesmen.org/Latvia.htm.
9. ↑  ”Lithuania” (på engelska). World Statesmen. http://www.worldstatesmen.org/Lithuania.htm. Läst 22 september 2012.
10. ↑  Hundra år i Sverige – De hungriga åren: Finland fritt – och Åland?, Hans Dahlberg, Albert Bonniers, 1999
11. 1 2 3 4 5 6  ”USA:s militära insatser i utlandet”. Arkiverad från originalet den 13 maj 2017. https://web.archive.org/web/20170513130032/http://www.au.af.mil/au/awc/awcgate/crs/rl30172.htm. Läst 25 december 2016.
12. ↑  ”Carpathia Sunk; 5 of Crew Killed”. New York Times:  s. 4. 20 juli 1918. http://query.nytimes.com/mem/archive-free/pdf?res=FB0B14F73B5F1B7A93C2AB178CD85F4C8185F9.
13. ↑  75 år Sverige, Carl-Adam Nycop, Bokförlaget Bra böcker, 1976, sidan 63 – Getåolyckan krävde 41 liv
14. ↑  Pitt, Barrie (2003). 1918: The Last Act. Barnsley: Pen and Sword. ISBN 0-85052-974-3
15. ↑  ”World Statesmen”. http://www.worldstatesmen.org/Iceland.htm.
16. ↑  Faktakalendern 2000 – 1918 (Sverige), 1999
17. ↑  ”FOA – 1915”. http://www.foa.dk/Forbund/Om-FOA/FOAs-historie/1910erne/De%20samvirkende%20Danske%20Tjenestepigeforenyt%20navn.
18. ↑  75 år Sverige, Carl-Adam Nycop, Bokförlaget Bra böcker, 1976, sidan 53 – Kaffeplockning på gatan
19. ↑  ”Nobelpriset”. https://www.nobelprize.org/prizes/lists/all-nobel-prizes/. Läst 10 april 2011.